# Konstantin Makowski
Konstantin Jegorowicz Makowski (ros. Константи́н Его́рович Мако́вский; ur. 20 czerwca?/2 lipca 1839 w Moskwie, zm. 17 września?/30 września 1915 w Petersburgu) – rosyjski malarz akademicki, członek stowarzyszenia Pieriedwiżników, brat Władimira Makowskiego, ojciec Eleny Luksch-Makowsky (Jeleny Makowskiej). 

## Życiorys
Był synem Jegora Iwanowicza Makowskiego, jednego z założycieli Moskiewskiej Szkoły Malarstwa, Rzeźby i Architektury. W domu rodzinnym bywali Karł Briułłow i Wasilij Tropinin.
W latach 1851–1858 uczył się w Moskiewskiej Szkole Malarstwa, Rzeźby i Architektury u wychowanków Briułłowa: Siergieja Zarianko, Michaiła Skottiego i Apollona Mokrickiego. Studia ukończył otrzymując tytuł artysty III klasy.
W roku 1858 rozpoczął Konstantin Makowski studia na Cesarskiej Akademii Sztuk Pięknych w Petersburgu. Już w roku 1860 zaczął uczestniczyć w wystawach studentów Akademii. W roku 1863 został wybrany do uczestnictwa w konkursie o wielki złoty medal, ale odmówił malowania obrazu na temat mitologii skandynawskiej i opuścił Akademię bez uzyskania dyplomu.
Zaczął tworzyć obrazy o tematyce z codziennego życia. W roku 1870 stał się członkiem stowarzyszenia Pieriedwiżników.
Po podróży do Egiptu i Serbii zainteresował się problematyką koloru I formy.
W latach osiemdziesiątych XIX wieku zajął się portretami i malarstwem historycznym. Na Wystawie Światowej w Paryżu 1889 otrzymał wielki złoty medal za obrazy „Śmierć Iwana Groźnego”, „Sąd Parysa” i „Demon i Tamara”. Krytycy o poglądach demokratycznych uznali to za odstępstwo od ideałów Pieredwiżników.
Makowski zginął w Petersburgu w wypadku ulicznym, gdy tramwaj najechał na jego powóz.

## Galeria

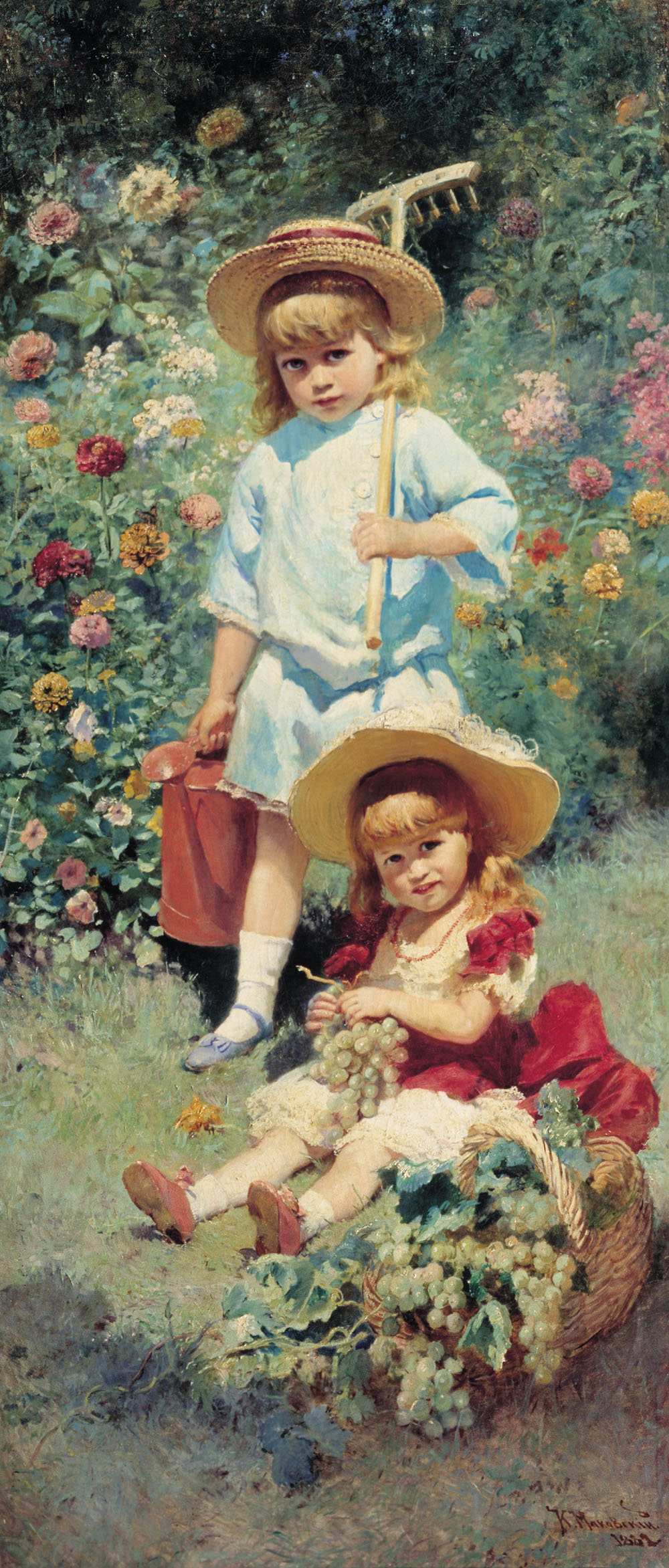
Portret dzieci artysty 1882
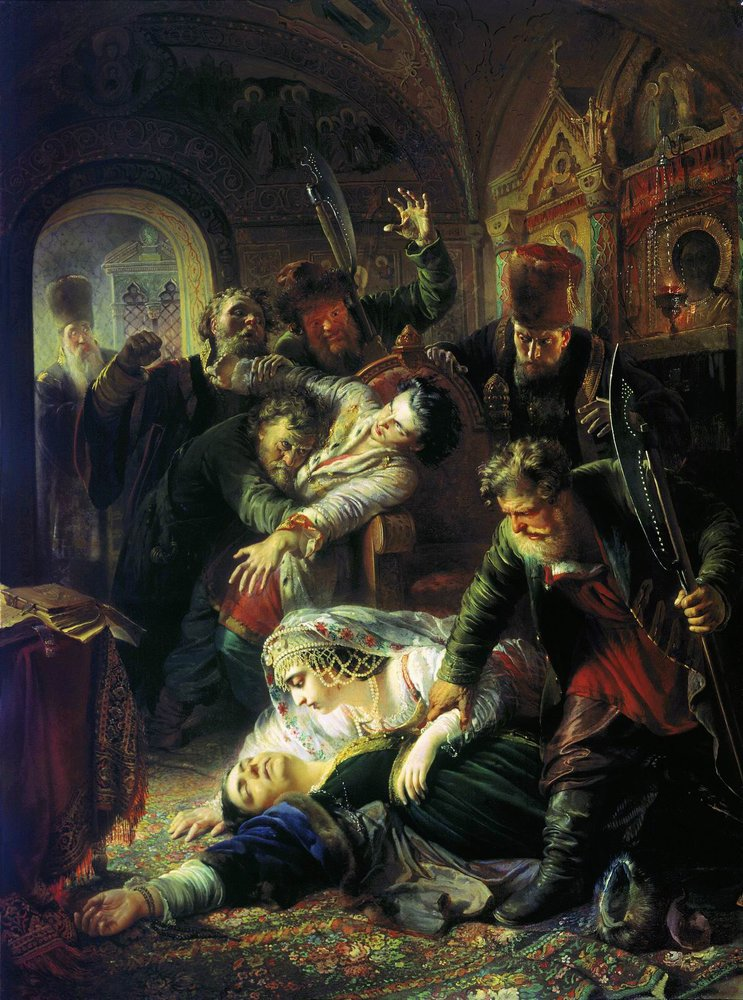
Agenci Dymitra Samozwańca zabijają Fiodora Godunowa 1862
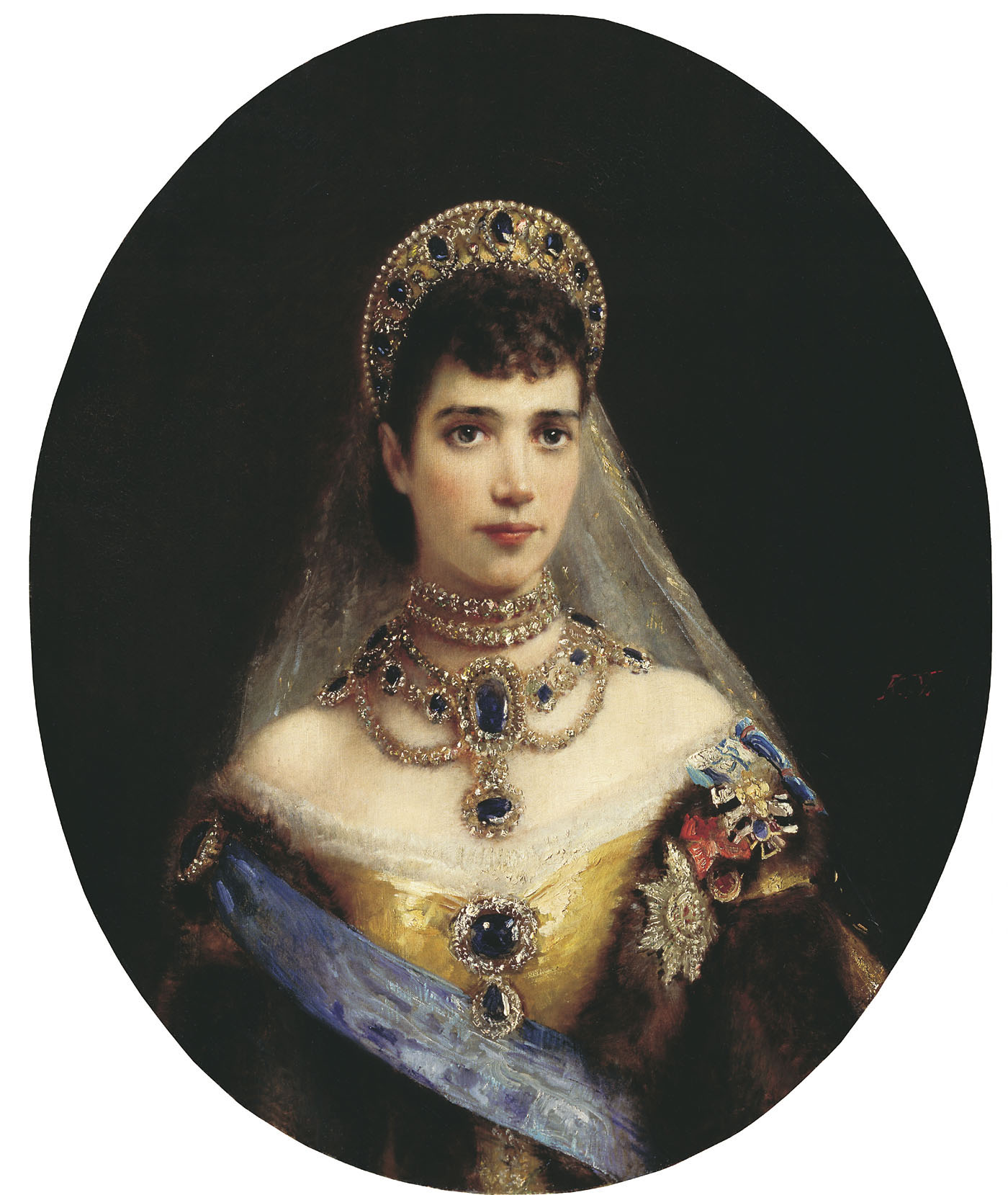
Portret cesarzowej Marii Fiodorownej, żony Aleksandra III
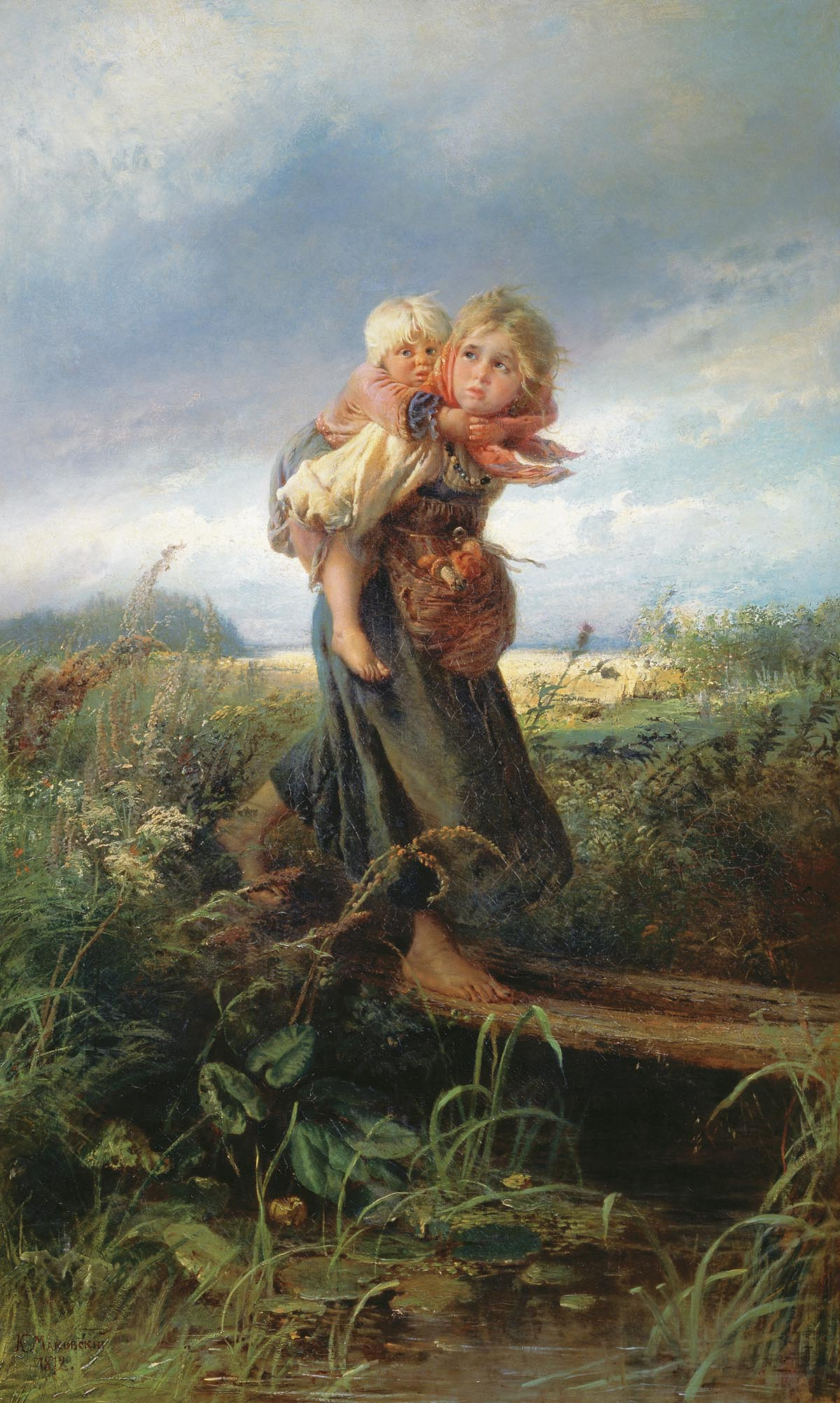
Dzieci uciekające przed burzą 1872.
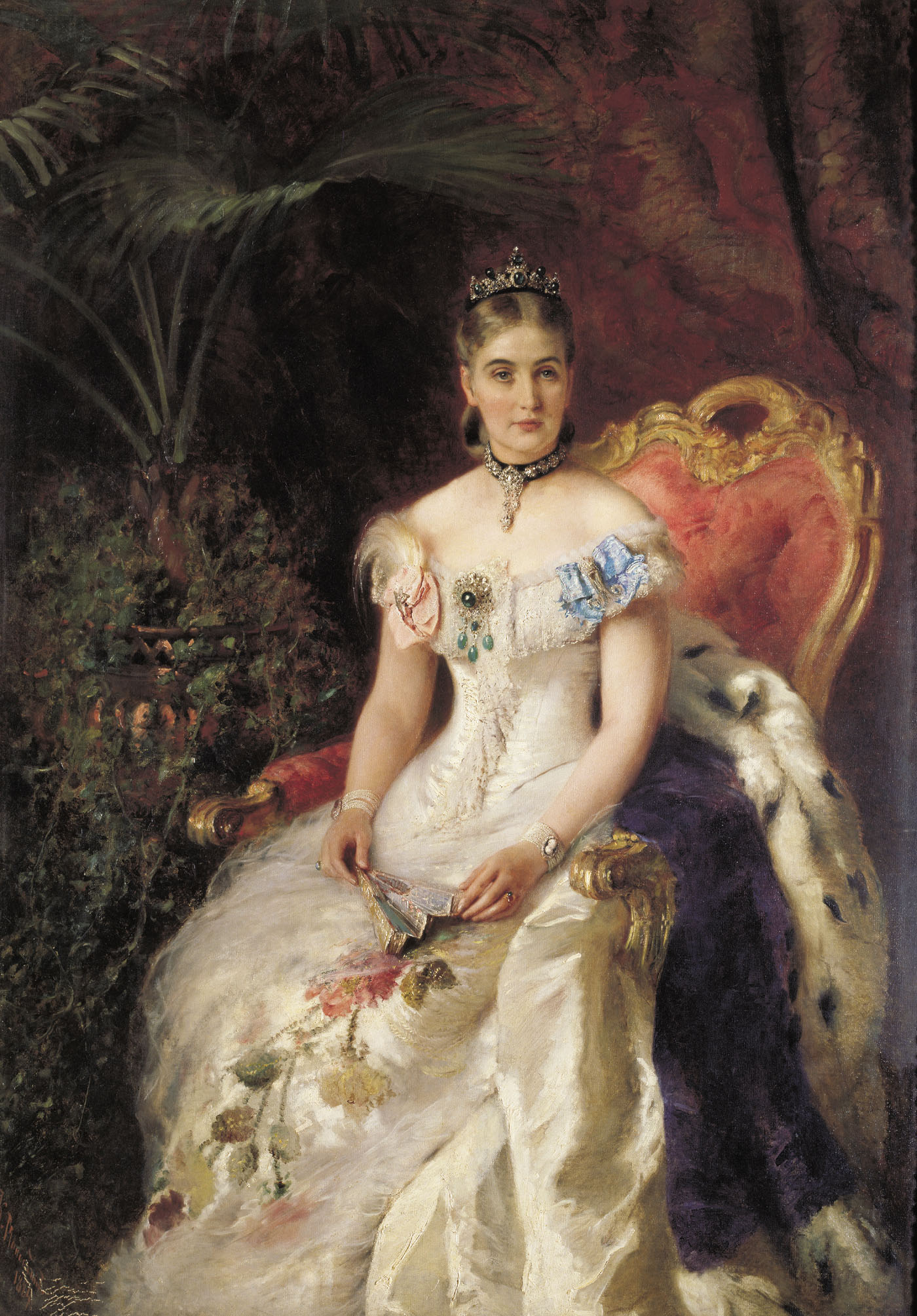
Portret Marii Wołkonskiej(inne języki)
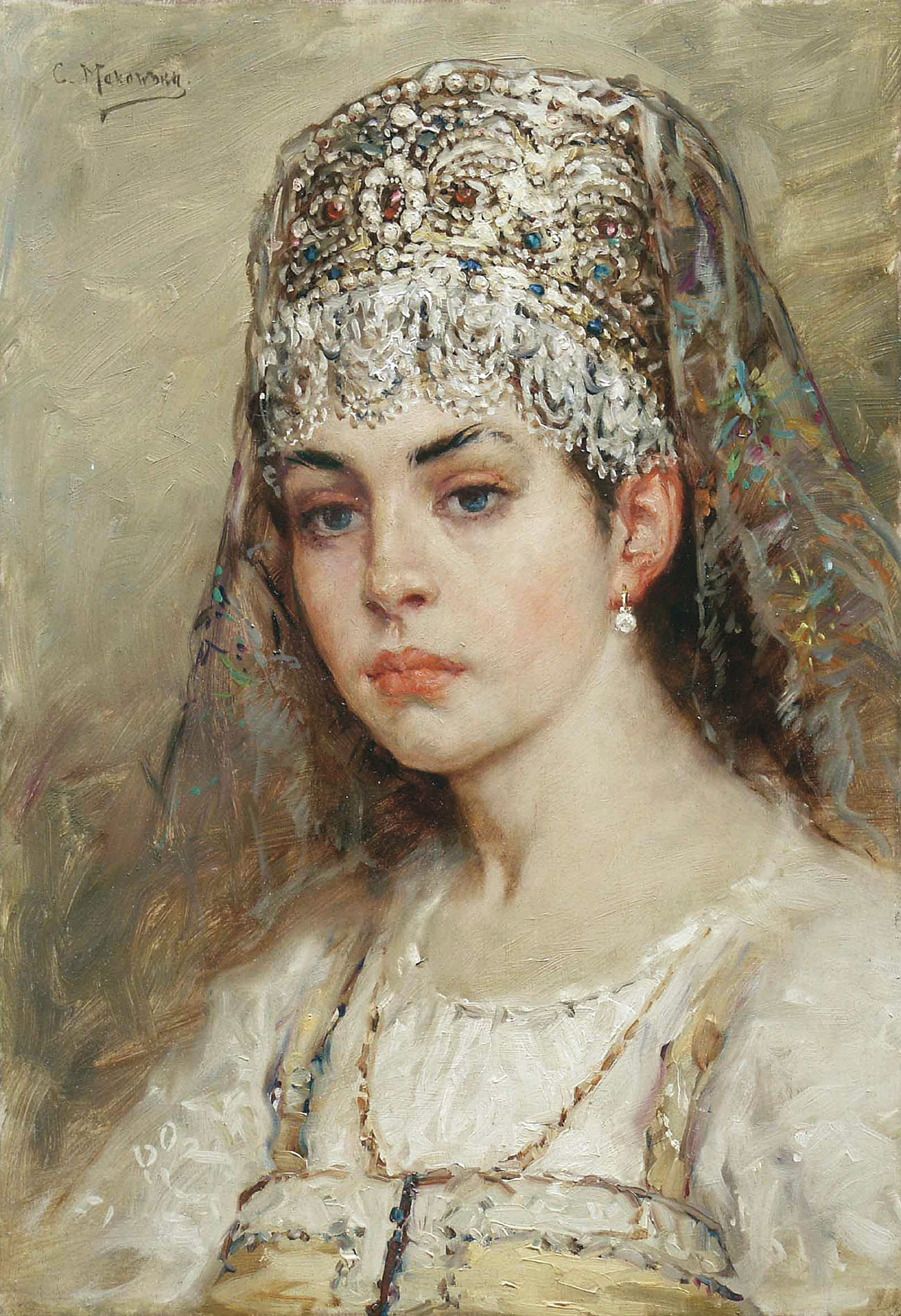
Bojarynia
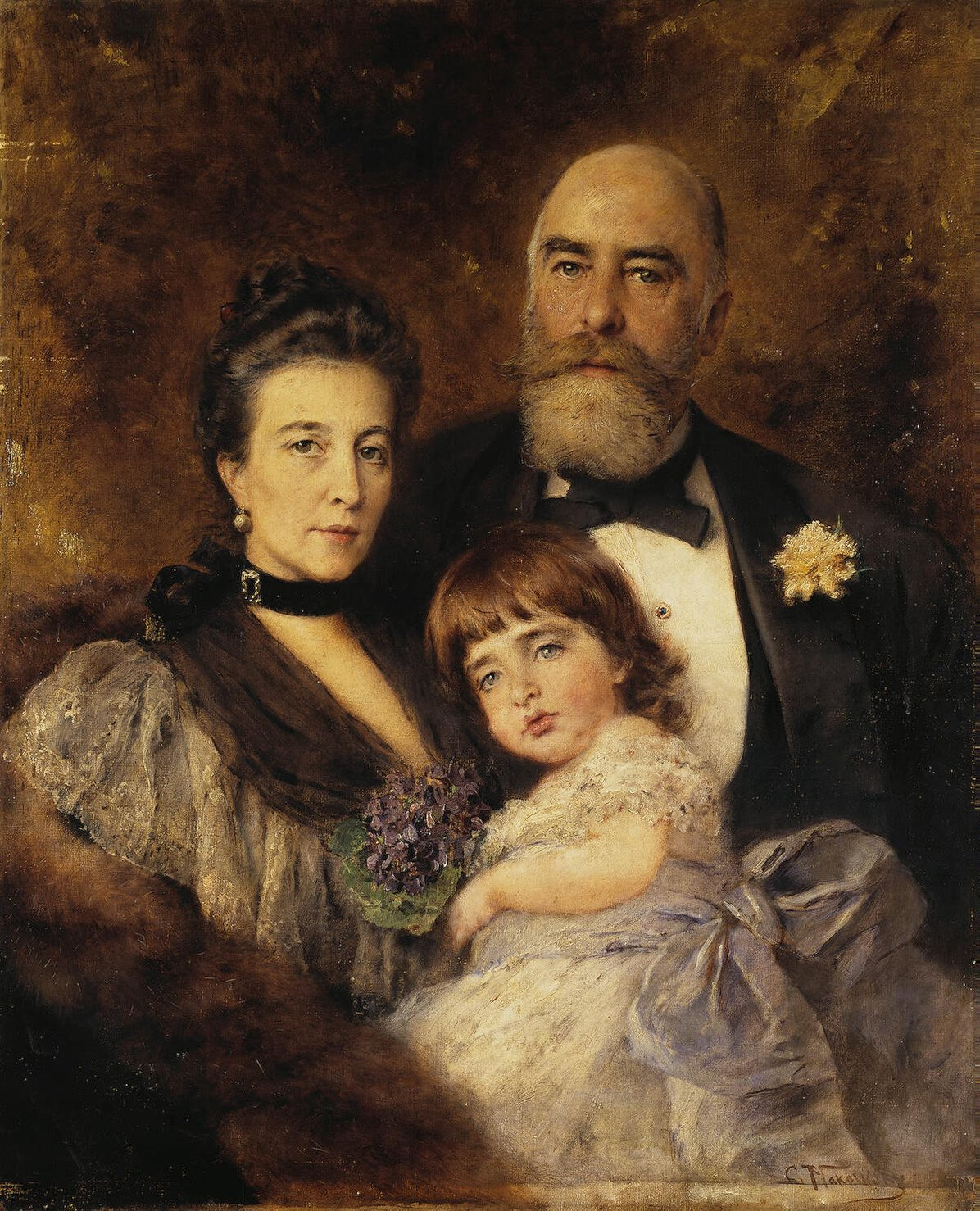
Rodzina Wołkowych
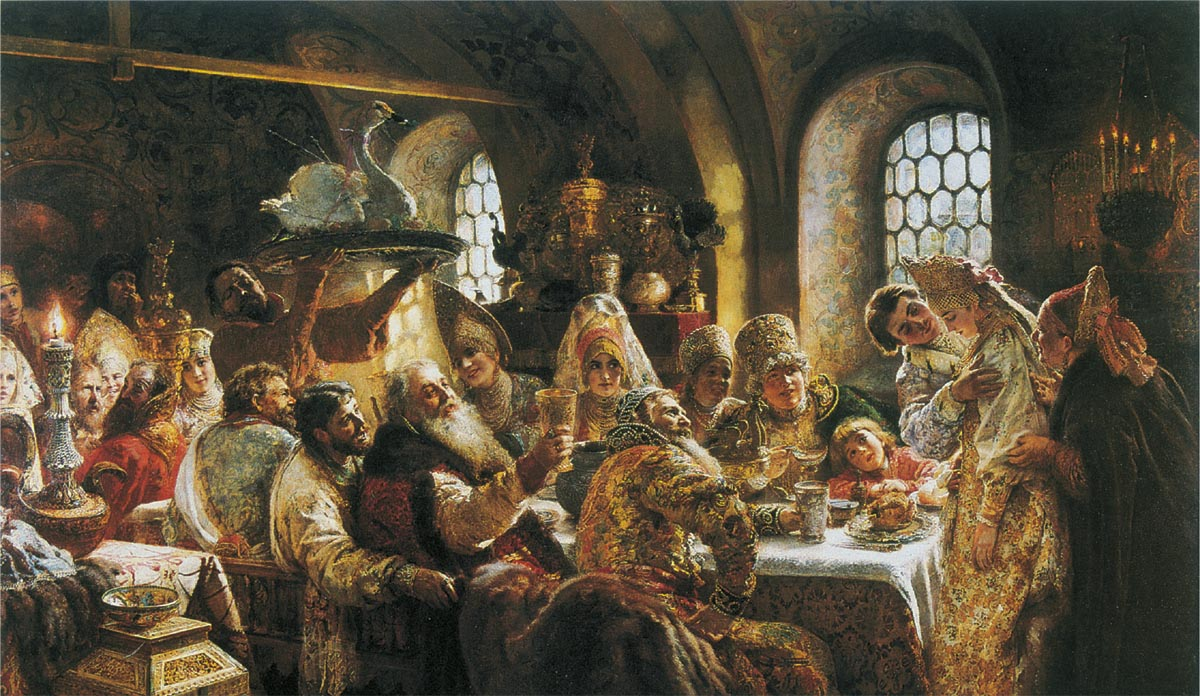
Uczta weselna w rodzinie bojara w XVII w. 1883
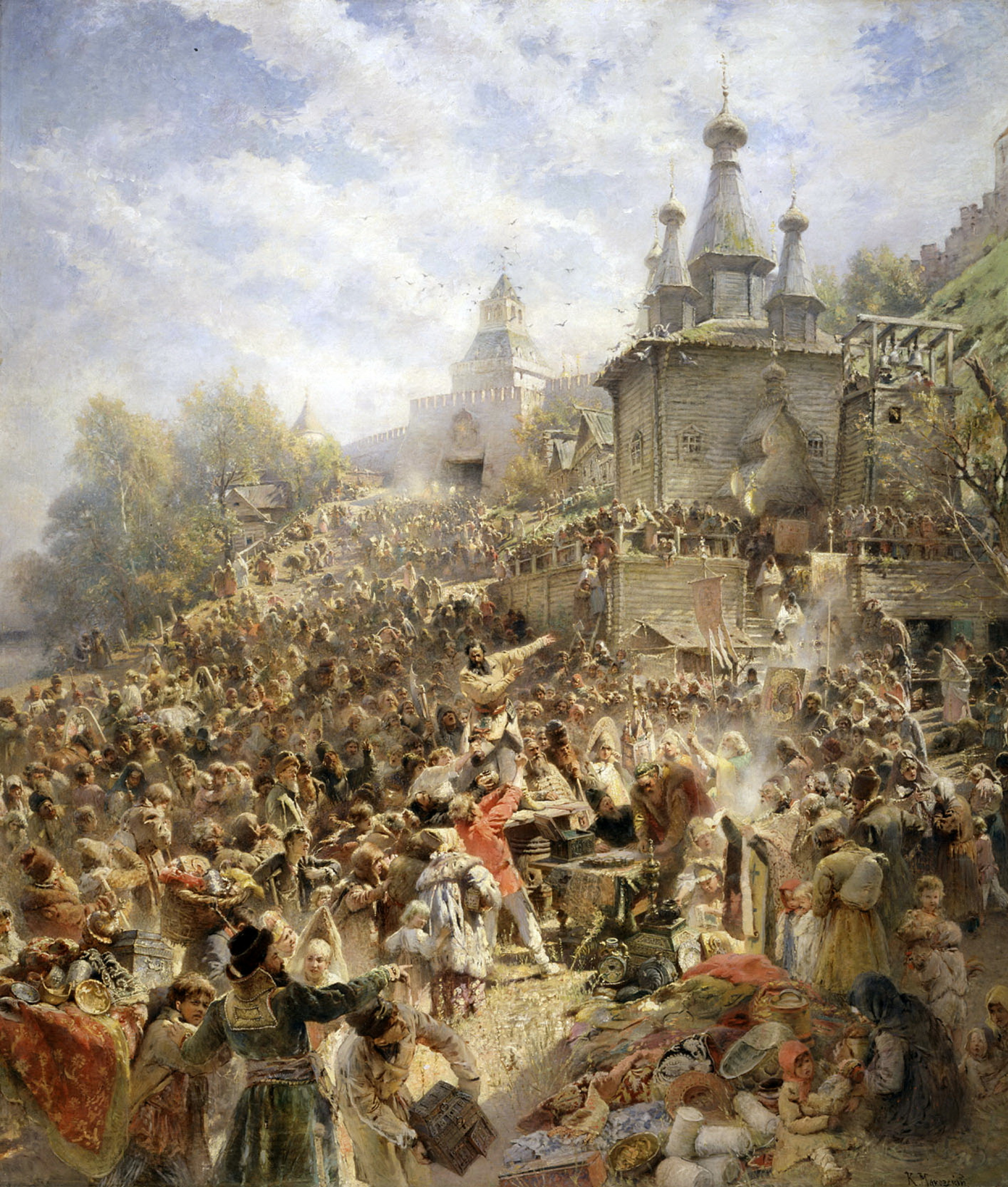
Minin na placu w Niżnym Nowgorodzie wzywający lud do ofiar 1896
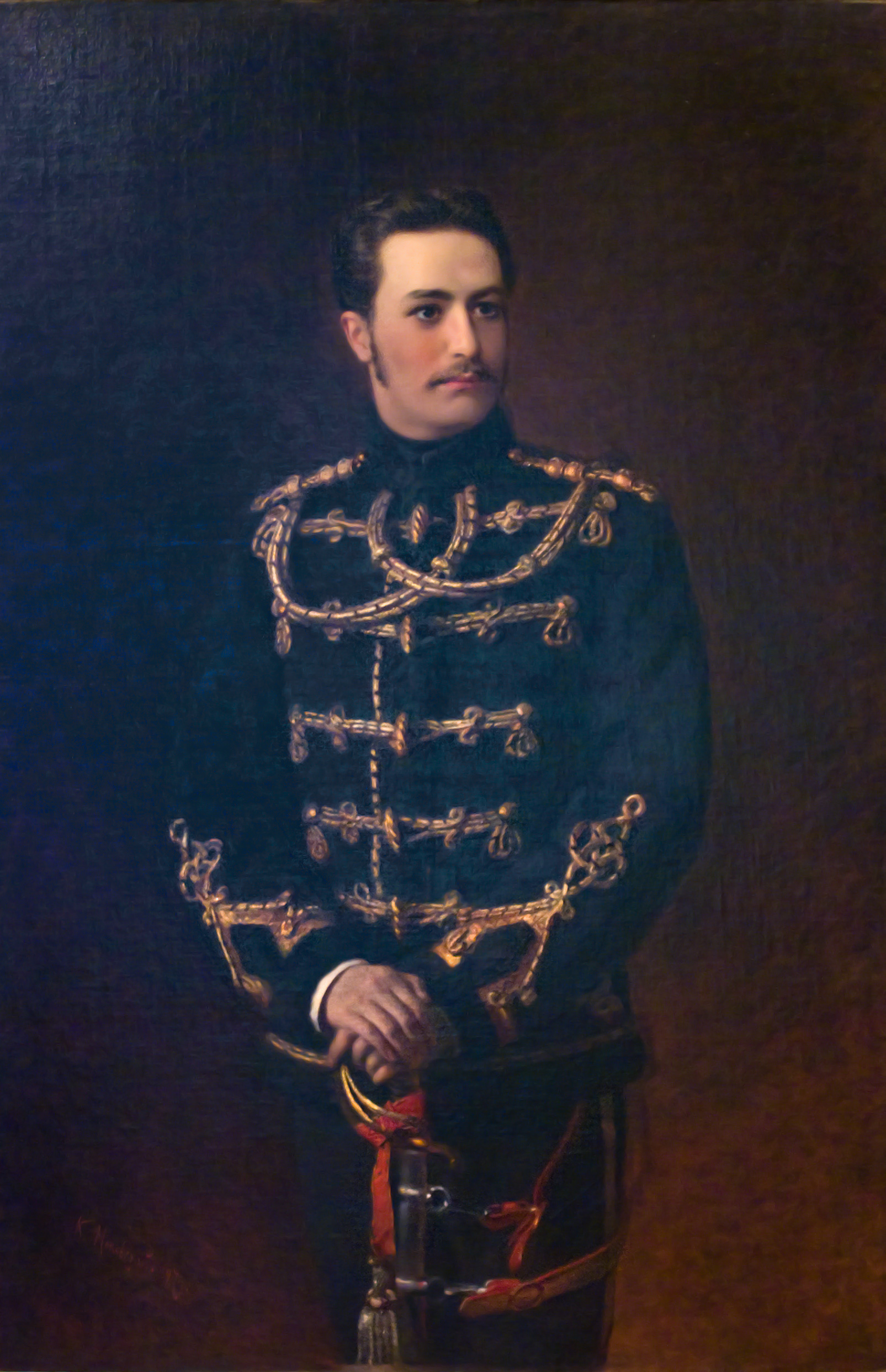
Portret porucznika lejb-gwardyjskiego pułku huzarów, hrabiego Aleksandra Bobrinskiego 1879
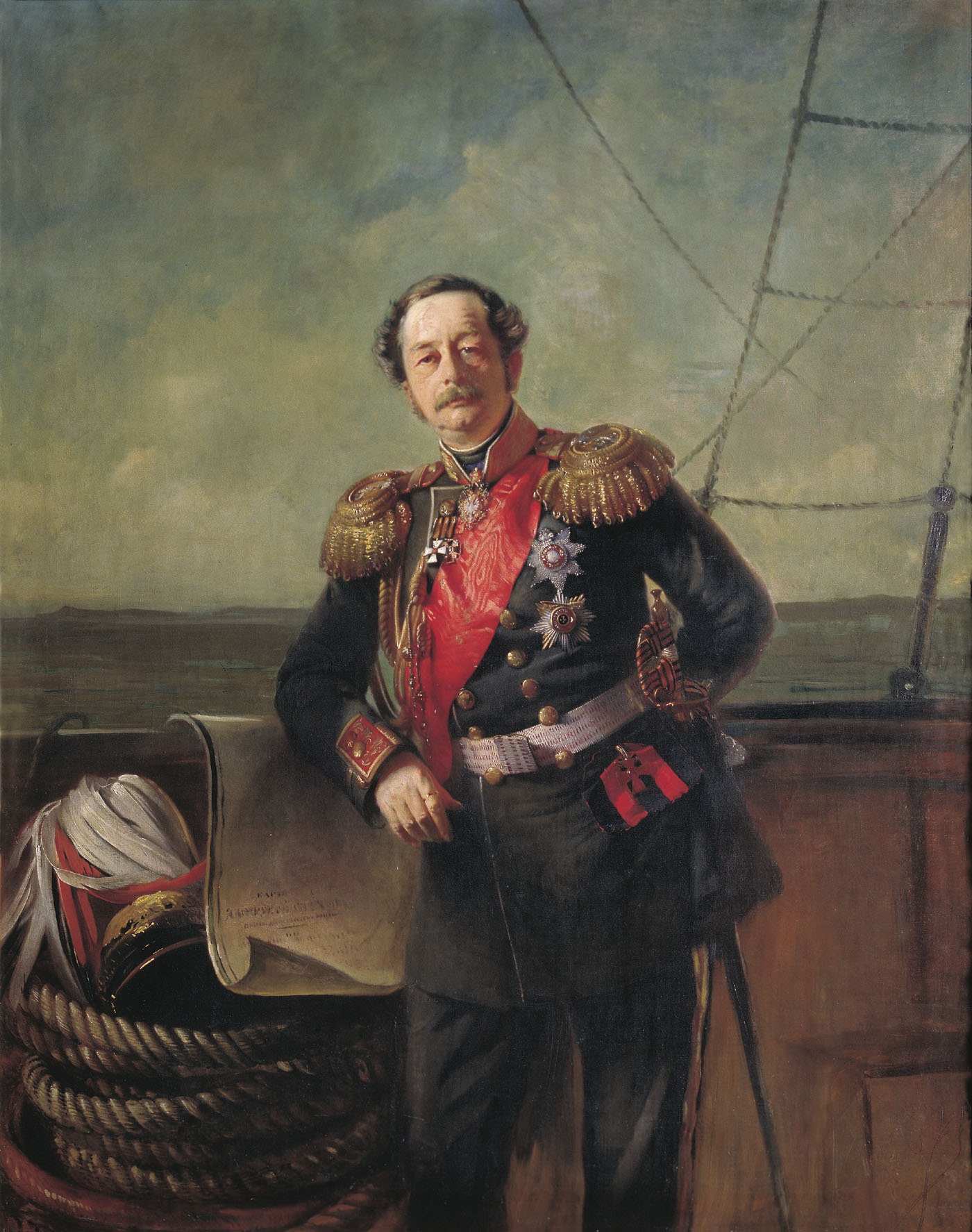
Portret hrabiego Nikołaja Murawiowa-Amurskiego(inne języki), gubernatora generalnego wschodniej Syberii 1863